# Rudolf Berger
Rudolf Berger   (Viena, 4 d'abril de 1864 - Barcelona, 18 de juliol de 1916) fou un compositor, instrumentista i arranjador austríac.
Va residir pràcticament tota la seva vida a la capital de França. Es calcula en 859 les obres que va compondre, entre elles les operetes: Messalinette, La Femme de César, La Clé du paradis, Le Chevalier d'Eon, Fémina, Correspondance, i Claudine.